# Huawei Ideos X5
Ideos X5 (U8800) – smartfon firmy Huawei, produkowany od 2011 roku.
Posiada system Google Android 2.2 Froyo, procesor Qualcomm MSM8255 taktowany 800 MHz, 512 MB pamięci RAM. Wyposażono go także w aparat 5 megapikseli, baterię 1500 mAh i ekran 3.8" o rozdzielczości 480x800 pikseli.
U8800 należy do serii Ideos.